# 雅高體育館
雅高體育館（Accor Arena），是一座位於法國巴黎十二區的室內體育館和音樂廳。2024年巴黎奥运会的竞技体操、蹦床和篮球比赛在此举行。

## 历史
於1984年啟用。原名巴黎貝爾西體育館（Paris Bercy），後由雅高酒店集團拿下十年冠名權，因而更名為雅高酒店體育館。

## 舉辦活動
- 2003年3月28日，Shakira 《貓鼬之旅巡迴演唱會》
- 2007年2月16日，Shakira 《愛的原罪巡迴演唱會》
- 2010年12月6日、2011年6月13日、14日，Shakira 《日出世界巡迴演唱會》
- 2018年3月2日，五月天 《人生無限公司巡迴演唱會》
- 2018年6月13日、14日，Shakira 《黃金國度世界巡迴演唱會》
- 2018年10月19日、20日，防彈少年團 《2018 BTS LOVE YOURSELF WORLD TOUR》
- 2018年11月28日，張學友 《學友·經典世界巡迴演唱會》
- 2019年5月2日，周杰倫 《地表最強世界巡迴演唱會》
- 2022年12月11日、12日，BLACKPINK 《BLACKPINK WORLD TOUR BORN PINK 》
- 2023年4月25日，林俊傑 《JJ20世界巡迴演唱會》
- 2023年9月11日，TWICE《TWICE 5TH WORLD TOUR『READY TO BE』》
- 2023年12月7日，五月天 《好好好想見到你》

## 外部連結
- （法文） Official Site （页面存档备份，存于）
- （中文） 德客高朋 （页面存档备份，存于）